# Henrietta Godolphin, 2.ª Duquesa de Marlborough
Henrietta Godolphin, suo jure Duquesa de Marlborough (19 de julho de 1681 — 24 de outubro de 1733) foi a filha mais velha de John Churchill, 1.º Duque de Marlborough e de Sarah, Duquesa de Marlborough.
Henrietta Churchill tornou-se Lady Henrietta Churchill, em 1689, quando seu pai foi titulado Conde de Marlborough. Ela casou-se com Hon. Francis Godolphin em 1698, tornando-se Lady Henrietta Godolphin. Seu título mudou para Viscondessa Rialton em 1706, quando seu sogro foi feito Conde de Godolphin, e finalmente para Condessa de Godolphin em 1712, quando seu marido sucedeu o pai dele.
Lady Godolphin sucedeu aos títulos de seu pai quando esse morreu em 1722, tornando-se suo jure Duquesa de Marlborough. 
Ela e seu marido tiveram cinco filhos juntos:
- William Godolphin, Marquês de Blandford (1700–1731) (casou-se com Maria Catherina de Jong)
- Lorde Henry Godolphin (n. m. 1700)
- Lady Margaret Godolphin (n. m. 1703)
- Lady Henrietta Godolphin (m. 1776) (casou-se com o primeiro Duque de Newcastle)
- Lady Mary Godolphin (1716–1764) (casou-se com o quarto Duque de Leeds)

Acredita-se que Lady Mary Godolphin não era filha do segundo Conde de Godolphin, mas sim do amante da Duquesa de Marlborough, o dramaturgo e poeta neoclássico William Congreve.
Henrietta morreu em 1733, aos cinquenta e dois anos, e foi enterrada em 9 de novembro de 1733, no Palácio de Westminster. Seus títulos foram herdados por seu sobrinho, o quinto Conde de Sunderland, filho de sua irmã, Lady Anne Churchill.